# Heinz Mühle
Heinz Mühle (* 31. Januar 1920 in Chemnitz) ist ein ehemaliger deutscher Fußballspieler. Der Stürmer im damaligen WM-System gehörte der Besetzung der Militär-Elf LSV Hamburg an, die 1943 im Finale des Tschammerpokals und 1944 im Endspiel um die deutsche Fußballmeisterschaft stand. Nach dem Zweiten Weltkrieg absolvierte er von 1950 bis 1954 für die Vereine FC Altona 93 beziehungsweise SC Victoria Hamburg 51 Ligaspiele in der erstklassigen Fußball-Oberliga Nord und erzielte 18 Tore.

## Laufbahn

### Gauliga mit Altona und dem LSV Hamburg
In jungen Jahren aus Sachsen nach Altona gelangt, spielte Mühle zunächst für Borussia Bahrenfeld. Ende der Saison 1937/38 erfolgte zwischen diesem Nachbarverein und Altona 93 eine Fusion. Sportlich brachte die Borussia vor allem den excellenten Techniker und Torjäger Heinz Mühle in die Verbindung ein. Der Nachwuchsspieler entwickelte sich ab 1939 zum großen Dirigenten des AFC. In der Kriegsrunde 1940/41 debütierte auch der Sohn von Adolf Jäger, Rolf, in der 1. Mannschaft des Altonaer FC, und Mühle kam in der Nordmark-Auswahl im Reichsbundpokal gegen Danzig/Westpreußen zum Einsatz. Er erzielte beim 3:1-Erfolg einen Treffer. In der Gauligasaison 1942/43 belegte Altona – hinter Meister Victoria und dem Vizemeister Hamburger SV – den dritten Rang und Mühle hatte in 16 Ligaspielen 24 Treffer erzielt.
In der zweiten Jahreshälfte 1943 wurde Mühle zum Luftwaffensportverein Groß-Hamburg (LSV) delegiert. Die Militärelf die aus so genannten „Flugabwehrkämpfern“ bestand, konnte im Gegensatz zur Konkurrenz, während der zwei Jahre ihres Bestehens in fast unveränderter Formation durchspielen, weshalb sie bei den alten Vereinen unbeliebt war.
In der Herbstserie – Ende August bis Ende Oktober 1943 – der Spielzeit 1943/44 trat der Luftwaffen-SV als Vertreter des Gaues Hamburg im „Tschammer-Pokal“, dem Vorläufer des DFB-Pokal, an. Nach Siegen über SpVgg Wilhelmshaven 05 (1:0), Luftwaffen-SV Pütnitz (3:2), Holstein Kiel (4:2) und Dresdner SC (2:1) erreichten die Hamburger das Endspiel in Stuttgart. Darin behielt allerdings Vienna Wien mit 3:2 nach Verlängerung die Oberhand und gewann den bis Kriegsende letztmals ausgetragenen Wettbewerb. Mühle hatte dabei auf Rechtsaußen mit dem Halbstürmer Ludwig Janda den rechten Flügel gebildet. Beim 2:1-Halbfinalerfolg gegen die Spitzenmannschaft des Dresdner SC am 17. Oktober hatte man sich gegen deren internationale Defensivakteure wie Willibald Kreß, Herbert Pohl, Walter Dzur und Helmut Schubert durchgesetzt. Im Finale in Stuttgart konnte die LSV-Angriffsreihe aber nicht das knappe Durchsetzen der blau-gelben Vienna in der Verlängerung verhindern. Mühle hatte alle fünf Spiele im Pokalwettbewerb bestritten und ein Tor erzielt. Gegen die Wiener hatte er es in erster Linie mit dem Verteidiger Karl Bortoli zu tun.
Mühle und seine Spielkameraden gehörten in der Saison 1943/44 mit dem LSV der Gauliga Hamburg an. Die von Ex-Nationalspieler Karl Höger trainierte Auswahl gewann mit 35:1 Punkten und 117:13 Toren die Meisterschaft in Hamburg. Am 16. Januar und am 19. März 1944 führten der LSV und die Soldatenelf Rote Jäger zwei Propagandaspiele in Hamburg durch. Im Januar verlor der LSV mit 2:3 Toren, im Rückspiel gelang mit einem 5:1-Erfolg die Revanche.
Die durch zahlreiche Spielerverpflichtungen aus dem gesamten Reichsgebiet – unter anderem Willy Jürissen, Robert „Zapf“ Gebhardt, Ludwig Janda, Karl Miller, Walter Ochs, Reinhold Münzenberg, Heinrich Gärtner, Jakob Lotz – in Hamburg konkurrenzlose Mannschaft besiegte in der anschließenden Endrunde um die deutsche Meisterschaft nacheinander Wehrmacht-SV Celle (4:0), SpVgg Wilhelmshaven 05 (1:1 nach Verlängerung und 4:2), Kriegsspielgemeinschaft Duisburger SpV und TuS 48/99 Duisburg (3:0). Im Halbfinale wurde in Hannover auch die Hürde des Heeres-SV Groß Born durch zwei Mühle-Treffer mit 3:2 Toren genommen, wobei deren Mittelläufer Wilhelm Sold den LSV-Angreifern alles abverlangte. Somit stand nach dem Pokalfinale des Vorjahres der LSV erneut in einem Endspiel. Vor 70.000 Zuschauern am 18. Juni 1944 in Berlin reichte es allerdings auch dieses Jahr nicht zum Titelgewinn: der Titelverteidiger Dresdner SC nahm Revanche für die Halbfinalniederlage im Tschammer-Pokal und schlug den LSV Hamburg deutlich mit 4:0. Die Qualität der DSC-Defensive um Torhüter Kreß, der herausragenden Läuferreihe mit Pohl, Dzur und Schubert versetzte den Angriff der Sachsen um Richard Hofmann und Helmut Schön in die Lage, im Spielverlauf der zweiten Halbzeit das Spiel klar für sich zu entscheiden. Der Mann von Alton 93 hatte als rechter Halbstürmer alle sechs Endrundenspiele für die Militärmannschaft bestritten und drei Tore erzielt.
Der LSV wurde im September 1944 aufgelöst und Heinz Mühle war ab Ende November wieder für seinen Stammverein Altona 93 spielberechtigt. Die Schwarz-Weiß-Roten belegten 1944/45 in der Gauliga Hamburg den zweiten Platz und Mühle hatte in fünf Spielen sechs Tore erzielt.

### Nach dem Zweiten Weltkrieg, 1945 bis 1954
Nach dem Ende des Zweiten Weltkrieges fand der Fußball für den AFC in der Leistungsspitze der Stadtliga Hamburg statt. Der torgefährliche Antreiber Mühle erzielte zwar in den zwei Eröffnungsrunden 1945/46 und 1946/47 in 36 Ligaspielen 27 Tore, aber durch den sechsten Rang 1947 qualifizierte sich Altona nicht für die zur Saison 1947/48 neu eingeführte Fußball-Oberliga Nord. Neben seinen zwei Berufungen in die Hamburg-Auswahl gegen Niedersachsen und Köln überzeugte der AFC-Dirigent insbesondere in den zwei Spielen am 28. April und 15. Dezember 1946 gegen den Hamburger SV. Beim 1:1 im April erzielte er den Treffer zum 1:1-Remis und beim 6:3-Erfolg im Dezember zeichnete er sich gar mit vier Treffern aus.
In der Ausgabe Nr. 18 der Zeitschrift „Sport“ vom 7. Mai 1947, wird unter der Rubrik „Fußballbrief aus Mitteldeutschland“ notiert, „in dem Altonaer Mühle hat die Elf der SG Gablenz eine willkommene Verstärkung erhalten“. Da es sich in den ersten Jahren nach Ende des Zweiten Weltkriegs eingebürgert hatte, bei interzonalen Wechseln die „eigentlich“ geltende dreimonatige Sperrfrist zu missachten, könnte tatsächlich ein kurzfristiger Wechsel stattgefunden haben, so dass es für Mühle möglich war, zuerst in Altona und dann noch in Chemnitz-Gablenz – daraus wurde später die BSG Konsum – gespielt zu haben. Schon Anfang April 1947 war er im Aufgebot von Chemnitz für das Städtespiel gegen Berlin.
Nach zwei Titelgewinnen in der Elbeliga Hamburg – 1947/48 und 1949/50 – glückte Mühle mit Altona im zweiten Anlauf 1950 der Aufstieg in die Fußball-Oberliga Nord. Zum Titelgewinn in der Elbeliga hatte der „Kämpfer mit der hohen Stirn“ an der Seite des Torjägers Reinhold Jackstell (31 Tore) in 21 Ligaspielen 13 Tore beigesteuert, zu denen in der erfolgreichen Aufstiegsrunde in fünf Einsätzen weitere zwei Treffer hinzu kamen. Passend zum Aufstieg in die Erstklassigkeit der Oberliga Nord fand am 1. Mai 1950 das Einweihungsspiel der renovierten Adolf-Jäger-Kampfbahn vor 8.000 Zuschauern gegen den FC St. Pauli statt. Das Spiel gewann der AFC mit 5:4 Toren und Jackstell und Mühe erzielten jeweils zwei Treffer. Auf der Mittelstürmerposition debütierte der 18-jährige Werner Erb.
Mit einem Heimspiel gegen SV Arminia Hannover startete Altona am 21. August 1950 in die Oberliga Nord. Vor 7.000 Zuschauern brachte der 30-jährige Mühle in den Anfangsminuten (1./9. Minute) mit zwei Treffern die Schwarz-Weiß-Roten mit 2:0 in Führung. Am Ende gewann die Arminia das Spiel aber mit 5:2 Toren. Im Angriff war der Aufsteiger mit Heinz Lehmann, Feldmann, Jackstell, Mühle und Fiegen angetreten. Am zweiten Spieltag stand am 28. August das Derby gegen den FC St. Pauli auf dem Programm. Vor 15.000 Zuschauern setzte sich der spätere Vizemeister am Millerntor mit 8:1 Toren durch und der AFC startete mit 0:4 Punkten in die Saison. Die zwei Spiele gegen den Meister Hamburger SV brachten für das Torverhältnis 6:16 Treffer zustande. Mit dem Nachholspiel am 3. Mai 1951 gegen Hannover 96 beendete Altona nach 32 Spieltagen die Runde. Mühle spielte auf Halblinks und das Heimspiel wurde mit 3:1 Toren gewonnen. Der AFC stand mit 26:38 Punkten auf dem 14. Platz. Am 21. Mai sicherte sich Eintracht Osnabrück in einem weiteren Nachholspiel, punktgleich mit dem AFC durch das bessere Torverhältnis, den Klassenerhalt. Mühle hatte in 18 Ligaspielen sechs Tore erzielt, dem jungen Angreifer Werner Erb waren in 28 Ligaspielen zwölf Tore gelungen.
Nach dem Abstieg brach Mühle seine fußballerischen Zelte in Bahrenfeld ab und schloss sich zur Saison 1951/52 den Blau-Gelben von SC Victoria Hamburg an, die gerade den Aufstieg in die Oberliga bewerkstelligt hatten. Für den Routinier brachte aber auch die Zeit mit Victoria keinen anhaltenden Erfolg in der Oberliga. Zwar erzielte Mühle in seinem ersten Jahr für die Elf vom Stadion Hoheluft in 25 Ligaspielen elf Tore, als 15. stieg Victoria aber in das Amateurlager ab. Nach der sofortigen Rückkehr 1952/53 stieg der 33-jährige Mühle das zweite Mal mit Victoria nach der Saison 1953/54 aus der Oberliga Nord ab.
Nach insgesamt 51 Pflichtspielen mit 18 Toren in der erstklassigen Fußball-Oberliga Nord, beendete Heinz Mühle im Sommer 1954 seine Spielerlaufbahn. Laut Bitter (S. 439) soll er 1968 als Trainer bei Altona 93 gewirkt haben. Im Zeitraum der Trainertätigkeit von Erich Garske – Fußball-Regionalliga Nord 1967/68 – war er im Ligaausschuss des AFC (Hamburger Abendblatt vom 13. Oktober 1967) und danach selbst als Trainer bei Altona (Hamburger Abendblatt vom 29. Juli 1968) tätig. Aus der verwendeten Literatur sind die angeführten Spielerstationen beim Chemnitzer BC und dem FC St. Pauli nicht zu belegen.
Für den Vereinschronisten Norbert Carsten gehört der „große Techniker und trotz seiner schmächtigen Gestalt herausragende Torjäger“ zu den wichtigsten Spielern Altonas im Zeitraum von 1908 bis 2008. Deshalb hat er den „bestechende[n] Dirigent[en]“ Heinz Mühle in seiner subjektiven Jahrhundertelf von Altona 93 berücksichtigt.